# シシド・カフカのオールナイトニッポン0(ZERO)
『シシド・カフカのオールナイトニッポン0(ZERO)』（シシド・カフカのオールナイトニッポンゼロ）は、ニッポン放送の深夜番組「オールナイトニッポン0(ZERO)」で歌手のシシド・カフカがパーソナリティを担当する2013年4月3日から放送開始したラジオ番組である。2014年3月26日の放送をもって終了。

## 概要
2013年3月8日にパーソナリティになることが発表され、その中で、シシド・カフカは、「ラジオならではの私をお楽しみ頂けたらと思います。 深夜ですが、弾けて参りましょう。」と抱負を述べている。

## 放送時間
毎週水曜日 27:00 - 29:00（日本標準時木曜日未明3:00 - 5:00）

### レギュラー化前
- 「シシド・カフカのオールナイトニッポンR」（2012年10月13日 27:00 - 29:00(ニッポン放送は28:30まで)）

### 終了後
- 「シシド・カフカのオールナイトニッポンR」（2015年5月2日 27:00 - 29:00(ニッポン放送は28:30まで)）

## コーナー
- 愛の無責任相談所

第1回-
リスナーには恋愛、職場、新生活、孤独など、自分にしか分からない悩みなどを送ってもらい、それを、シシド・カフカが答える。
- リズムで感じろ!ドラムでQ!

第1回-
ドラムで、ある有名な曲のフレーズを太鼓で叩き、リスナーにはその曲を当ててもらう。
第7回からは4時台のみの出題となった
- ジャケットミュージック

第1回-
"ジャケ買い"が大好きな、シシド・カフカが選んだジャケットの一枚を紹介。
- さようなら．黒歴史→心がポキネン さようなら．黒歴史

第3回-第19回
仕事・学校・家でやってしまった忘れてしまいたい過去、恋愛での痛手、日常生活での黒歴史を送ってもらう。第2回のメールテーマ『恋愛黒歴史』が好評だったため恋愛限定を外しレギュラーコーナーとなった。
- 答えを感じろ!街録アミーゴ!

第7回-
ADアミが放送日のテーマに沿って街頭インタビュー。その中の1人をピックアップし、答えを送ってもらう。回数を追うごとにインタビュー力が向上し、リスナーから「アミちゃん可愛い」と大量に寄せられることからシシド・カフカが対抗心を燃やしている。
- ど～～でもいい話

第25回-
前週のメールテーマであったどうでもいい話をコーナー化。
- 恋愛絆創膏

第32回-
誰かが負った恋の傷をリスナーからの"解決策""慰め""共感"といった絆創膏メールで塞いでいく。

## ゲスト
- 2013年6月5日:moto - 4時台に飛び入り。もともとはツイッターで「はらへった」と呟いたmotoにシシド・カフカがお菓子を差し入れしたことがきっかけで、この週の放送で手紙が届いた。「またあいたいねぇ」と呟いたところでmotoが火曜ZEROのスタッフとともに乱入、火曜のコーナー『サドmotoハル』をやって去って行った。NOTTVの契約者数100万人突破記念とかけているようであるが、サプライズを大の苦手とするシシド・カフカはほとんど何も対応できず、ほぼ放心状態で番組を進行した。
- 2013年6月12日:ミッツ・マングローブ - 本当はこちらが初ゲストとしたかった人。
- 2013年6月27日:今宿麻美
- 2013年7月25日:寺田恵子
- 2013年8月8日:絵音
- 2013年8月28日:どぶろっく
- 2013年9月12日:黒木渚　さめざめ
- 2013年10月23日:GILLE
- 2013年10月31日:鳥くん
- 2013年12月12日:角田mittan美喜(SHOW-YA)　Yuumi(FLiP)
- 2013年12月19日:青木隆治
- 2014年1月23日:清野茂樹
- 2014年1月30日:$pyke（Bass）大西省吾（Guitar）
- 2014年2月13日:GILLE
- 2014年3月20日:大島賢治

## 代理番組
- 2013年7月3日 - MIYAVIのオールナイトニッポン0(ZERO)

## スタッフ
- ディレクター:山根

SPYAIRのオールナイトニッポン0(ZERO)から継続
- 構成作家:ダビッツ

SPYAIRのオールナイトニッポン0(ZERO)から継続
- AD:アミちゃん

「リズムで感じろ!ドラムでQ!」で太鼓を持ってくる係
- その他、「愛の無責任相談所」「リズムで感じろ! ドラムでQ!」の声で飯田浩司アナウンサーが出演している（ただし番組ジングルの中で唯一男声の入るジングルは飯田アナではない[2]。また「ドラムでQ!」の『イェー!』の声も飯田アナウンサーではない[3]。しかしシシド・カフカ自身は飯田アナと思い込んでいたという）。